# Comté de Cowley (Kansas)
Pour les articles homonymes, voir Comté de Cowley.
Le comté de Cowley est l’un des 105 comtés de l’État du Kansas, aux États-Unis, à la frontière avec l’Oklahoma. Fondé le 26 février 1867, il a été nommé en hommage au lieutenant Matthew Cowley.
Siège et plus grande ville : Winfield.

## Géolocalisation
| Comté de Sedgwick       | Comté de Butler          | Comté d’Elk         |
| Comté de Sumner         | Comté de Cowley          | Comté de Chautauqua |
| Comté de Kay (Oklahoma) | Comté d’Osage (Oklahoma) |                     |

## Villes
- Winfield (11 741 hab.)
- Arkansas City (11 416 hab.)
- Udall (763 hab.)
- Burden (546 hab.)
- Parkerfield (349 hab.)
- Dexter (346 hab.)
- Atlanta (247 hab.)
- Geuda Springs (201 hab.), dont une portion s’étend sur le comté de Sumner